# Носаппу (мис)
43°23′07″ пн. ш. 145°49′04″ сх. д. / 43.385319444444° пн. ш. 145.81769444444° сх. д.
Мис Носаппу (яп. 納沙布岬) — мис, північно-західний край острова Хоккайдо і північний край півострова Немуро. Відділений Радянською протокою (Гойомай-суйдо) від островів Сигнального, Рифового і Сторожового Малої Курильської гряди. Адміністративно належить до округу Немуро префектури Хоккайдо Японії. Назва походить з айнської мови і означає «поруч з мисом». Так у минулому називалося поселення біля цього мису.

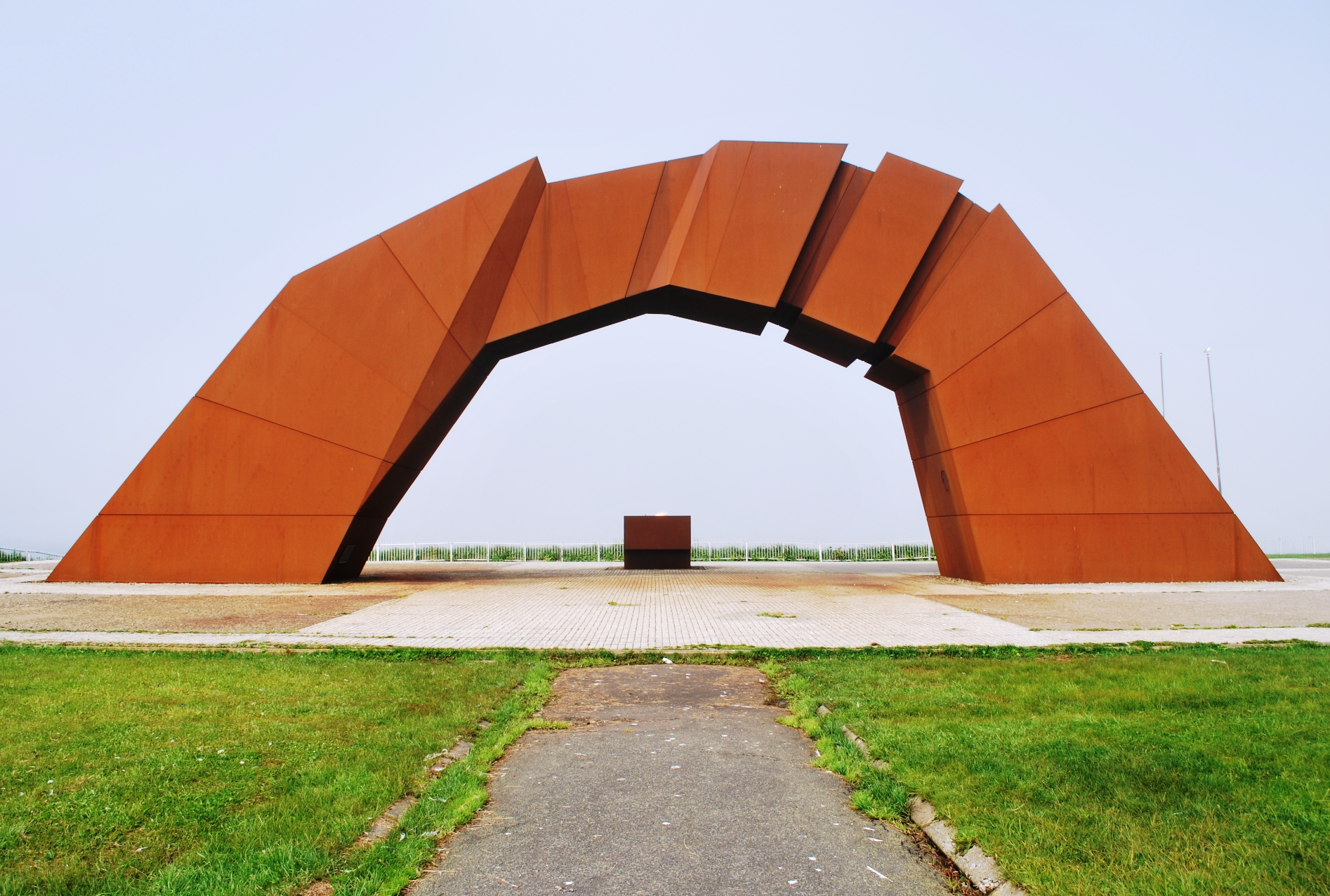
«Міст до островів Хабомаї, Шикотан, Кунашир та Ітуруп».

Мис являє собою низовинну піщану косу довжиною близько 2 км. На ньому встановлений маяк. У 1976 році тут був встановлений монумент «Міст до островів Хабомаї, Шикотан, Кунашир та Ітуруп».